# Primi ministri dell'Ungheria
Lista di capi di governo dell'Ungheria dal 1848.

## Regno d'Ungheria (1848-1849)
Partiti politici: 

  Partito dell'Opposizione
| N. | Foto     | Primo Ministro                                | Carica         | Carica         | Partito politico   | Governo                      | Assemblea (Elezioni) |
| N. | Foto     | Primo Ministro                                | Inizio         | Termine        | Partito politico   | Governo                      | Assemblea (Elezioni) |
| -- | -------- | --------------------------------------------- | -------------- | -------------- | ------------------ | ---------------------------- | -------------------- |
| 1  |          | Lajos Batthyány (1807-1849)                   | 17 marzo 1848  | 2 ottobre 1848 | Opposizione        | Batthyány                    | Ultima Dieta         |
| 1  | 1 (1848) | Lajos Batthyány (1807-1849)                   | 17 marzo 1848  | 2 ottobre 1848 | Opposizione        | Batthyány                    |                      |
| —  |          | Ádám Récsey (1775-1852) nominato illegalmente | 3 ottobre 1848 | 7 ottobre 1848 | Esercito Imperiale | —                            |                      |
| 2  |          | Lajos Kossuth (1802-1894) de facto            | 2 ottobre 1848 | 14 aprile 1849 | Opposizione        | Comitato di difesa nazionale |                      |

## Stato Ungherese (1849)
Partiti politici: 

  Partito dell'Opposizione
| N.  | Foto | Primo Ministro                     | Carica         | Carica         | Partito politico | Governo                      | Assemblea (Elezioni) |
| N.  | Foto | Primo Ministro                     | Inizio         | Termine        | Partito politico | Governo                      | Assemblea (Elezioni) |
| --- | ---- | ---------------------------------- | -------------- | -------------- | ---------------- | ---------------------------- | -------------------- |
| (2) |      | Lajos Kossuth (1802-1894) de facto | 14 aprile 1849 | 1º maggio 1849 | Opposizione      | Comitato di difesa nazionale | 1 (1848)             |
| 3   |      | Bertalan Szemere (1812-1869)       | 2 maggio 1849  | 11 agosto 1849 | Opposizione      | Szemere                      | 1 (1848)             |

Dopo il crollo della rivoluzione ungherese del 1848, il restaurato Regno ungherese divenne parte integrante dell'Impero austriaco fino al 1867, quando fu creata la doppia monarchia austro-ungarica e il regno ungherese fu organizzato come Terre della Corona di Santo Stefano.

## Terre della Corona di Santo Stefano (1867-1918)
Partiti politici: 

  Partito Deák/Partito Liberale/Partito Nazionale del Lavoro
  Partito Nazionale della Costituzione
  F48P–Károlyi
  Indipendente
| N. | Foto      | Primo Ministro                     | Carica           | Carica           | Partito politico                                              | Governo                          | Assemblea (Elezioni) |
| N. | Foto      | Primo Ministro                     | Inizio           | Termine          | Partito politico                                              | Governo                          | Assemblea (Elezioni) |
| -- | --------- | ---------------------------------- | ---------------- | ---------------- | ------------------------------------------------------------- | -------------------------------- | -------------------- |
| 4  |           | Gyula Andrássy (1823-1890)         | 17 febbraio 1867 | 14 novembre 1871 | Partito Deák                                                  | Andrássy DP                      | 3 (1865)             |
| 4  | 4 (1869)  | Gyula Andrássy (1823-1890)         | 17 febbraio 1867 | 14 novembre 1871 | Partito Deák                                                  | Andrássy DP                      |                      |
| 5  |           | Menyhért Lónyay (1822-1884)        | 14 novembre 1871 | 4 dicembre 1872  | Partito Deák                                                  | Lónyay DP                        |                      |
| 5  | 5 (1872)  | Menyhért Lónyay (1822-1884)        | 14 novembre 1871 | 4 dicembre 1872  | Partito Deák                                                  | Lónyay DP                        |                      |
| 6  |           | József Szlávy (1818-1900)          | 4 dicembre 1872  | 21 marzo 1874    | Partito Deák                                                  | Szlávy DP                        |                      |
| 7  |           | István Bittó (1822-1903)           | 21 marzo 1874    | 2 marzo 1875     | Partito Deák                                                  | Bittó DP–BK                      |                      |
| 8  |           | Béla Wenckheim (1811-1879)         | 2 marzo 1875     | 20 ottobre 1875  | Partito Liberale                                              | Wenckheim SZP                    |                      |
| 9  |           | Kálmán Tisza (1830-1902)           | 20 ottobre 1875  | 13 marzo 1890    | Partito Liberale                                              | K. Tisza SZP                     | 6 (1875)             |
| 9  | 7 (1878)  | Kálmán Tisza (1830-1902)           | 20 ottobre 1875  | 13 marzo 1890    | Partito Liberale                                              | K. Tisza SZP                     |                      |
| 9  | 8 (1881)  | Kálmán Tisza (1830-1902)           | 20 ottobre 1875  | 13 marzo 1890    | Partito Liberale                                              | K. Tisza SZP                     |                      |
| 9  | 9 (1884)  | Kálmán Tisza (1830-1902)           | 20 ottobre 1875  | 13 marzo 1890    | Partito Liberale                                              | K. Tisza SZP                     |                      |
| 9  | 10 (1887) | Kálmán Tisza (1830-1902)           | 20 ottobre 1875  | 13 marzo 1890    | Partito Liberale                                              | K. Tisza SZP                     |                      |
| 10 |           | Gyula Szapáry (1832-1905)          | 13 marzo 1890    | 17 novembre 1892 | Partito Liberale                                              | Szapáry SZP                      |                      |
| 10 | 11 (1892) | Gyula Szapáry (1832-1905)          | 13 marzo 1890    | 17 novembre 1892 | Partito Liberale                                              | Szapáry SZP                      |                      |
| 11 |           | Sándor Wekerle (1848-1921)         | 17 novembre 1892 | 14 gennaio 1895  | Partito Liberale                                              | Wekerle I SZP                    |                      |
| 12 |           | Dezső Bánffy (1843-1911)           | 14 gennaio 1895  | 26 febbraio 1899 | Partito Liberale                                              | Bánffy SZP                       |                      |
| 12 | 12 (1896) | Dezső Bánffy (1843-1911)           | 14 gennaio 1895  | 26 febbraio 1899 | Partito Liberale                                              | Bánffy SZP                       |                      |
| 13 |           | Kálmán Széll (1843-1915)           | 26 febbraio 1899 | 27 giugno 1903   | Partito Liberale                                              | Széll SZP                        |                      |
| 13 | 13 (1901) | Kálmán Széll (1843-1915)           | 26 febbraio 1899 | 27 giugno 1903   | Partito Liberale                                              | Széll SZP                        |                      |
| 14 |           | Károly Khuen-Héderváry (1849-1918) | 27 giugno 1903   | 3 novembre 1903  | Partito Liberale                                              | Khuen-Héderváry I SZP            |                      |
| 15 |           | István Tisza (1861-1918)           | 3 novembre 1903  | 18 giugno 1905   | Partito Liberale                                              | I. Tisza I SZP                   |                      |
| 16 |           | Géza Fejérváry (1833-1914)         | 18 giugno 1905   | 8 aprile 1906    | Indipendente                                                  | Fejérváry SZP                    | 14 (1905)            |
| 17 |           | Sándor Wekerle (1848–1921)         | 8 aprile 1906    | 17 gennaio 1910  | Partito Nazionale della Costituzione                          | Wekerle II F48P–OAP–KNP–PDP      | 15 (1906)            |
| 18 |           | Károly Khuen-Héderváry (1849-1918) | 17 gennaio 1910  | 22 aprile 1912   | Partito Nazionale del Lavoro                                  | Khuen-Héderváry II NMP           | 16 (1910)            |
| 19 |           | László Lukács (1850-1932)          | 22 aprile 1912   | 10 giugno 1913   | Partito Nazionale del Lavoro                                  | Lukács NMP                       | 16 (1910)            |
| 20 |           | István Tisza (1861-1918)           | 10 giugno 1913   | 15 giugno 1917   | Partito Nazionale del Lavoro                                  | I. Tisza II NMP                  | 16 (1910)            |
| 21 |           | Móric Esterházy (1881-1960)        | 15 giugno 1917   | 20 agosto 1917   | Indipendente                                                  | Esterházy NMP–F48P–OAP–PDP–KNP   | 16 (1910)            |
| 22 |           | Sándor Wekerle (1848–1921)         | 20 agosto 1917   | 30 ottobre 1918  | Partito Nazionale della Costituzione → '48 Constitution Party | Wekerle III NMP–F48P–OAP–PDP–KNP | 16 (1910)            |
| 23 |           | János Hadik (1863-1933)            | 30 ottobre 1918  | 31 ottobre 1918  | Partito Nazionale della Costituzione                          | Hadik non formatosi              | 16 (1910)            |
| 24 |           | Mihály Károlyi (1875-1955)         | 31 ottobre 1918  | 16 novembre 1918 | F48P–Károlyi                                                  | M. Károlyi F48P–K–PRP–MSZDP      | MNT (—)              |

## Repubblica Democratica d'Ungheria (1918-1919)
Partiti politici: 

  F48P–Károlyi
  PRP
Stato: 

  Primo ministro ad interim
| N.   | Foto            | Primo Ministro                                      | Carica           | Carica                          | Partito politico        | Governo                     | Assemblea (Elezioni) |
| N.   | Foto            | Primo Ministro                                      | Inizio           | Termine                         | Partito politico        | Governo                     | Assemblea (Elezioni) |
| ---- | --------------- | --------------------------------------------------- | ---------------- | ------------------------------- | ----------------------- | --------------------------- | -------------------- |
| (24) |                 | Mihály Károlyi (1875-1955) Capo di Stato ad interim | 16 novembre 1918 | 11 gennaio 1919                 | F48P–Károlyi            | M. Károlyi F48P–K–PRP–MSZDP | MNT ( — )            |
| —    |                 | Dénes Berinkey (1871-1944)                          | 11 gennaio 1919  | 19 gennaio 1919                 | Partito Civico Radicale | M. Károlyi F48P–K–PRP–MSZDP | MNT ( — )            |
| 25   | 19 gennaio 1919 | Dénes Berinkey (1871-1944)                          | 21 marzo 1919    | Berinkey F48P–K–PRP–MSZDP–OKGFP | Partito Civico Radicale |                             | MNT ( — )            |

## Repubblica Sovietica Ungherese (1919)
Partiti politici: 

  MSZP/SZKMMP
  MSZDP
| N. | Foto | Primo Ministro                                   | Carica         | Carica                  | Partito politico | Governo                                  | Assemblea (Elezioni) |
| N. | Foto | Primo Ministro                                   | Inizio         | Termine                 | Partito politico | Governo                                  | Assemblea (Elezioni) |
| -- | ---- | ------------------------------------------------ | -------------- | ----------------------- | ---------------- | ---------------------------------------- | -------------------- |
| 26 |      | Sándor Garbai (1879-1947) de facto               | 21 marzo 1919  | 1º agosto 1919          | MSZP/SZKMMP      | Consiglio Esecutivo Centrale MSZP/SZKMMP | TOGY ( — )           |
| 27 |      | Gyula Peidl (1873-1943) Capo di Stato ad interim | 1º agosto 1919 | 6 agosto 1919 (deposto) | MSZDP            | Peidl MSZDP                              | —                    |

### Governo contro-rivoluzionario (1919)
Partiti politici: 

  Indipendente
| N. | Foto           | Primo Ministro                       | Carica         | Carica         | Partito politico | Governo   | Assemblea (Elezioni) |
| N. | Foto           | Primo Ministro                       | Inizio         | Termine        | Partito politico | Governo   | Assemblea (Elezioni) |
| -- | -------------- | ------------------------------------ | -------------- | -------------- | ---------------- | --------- | -------------------- |
| —  |                | Gyula Károlyi (1871-1947)            | 5 maggio 1919  | 31 maggio 1919 | Indipendente     | Arad      | —                    |
| —  | 31 maggio 1919 | Gyula Károlyi (1871-1947)            | 12 luglio 1919 | Szeged I       | Indipendente     |           | —                    |
| —  |                | Dezső Pattantyús-Ábrahám (1875-1973) | 12 luglio 1919 | 12 agosto 1919 | Indipendente     | Szeged II | —                    |

## Repubblica ungherese (1919-1920)
Partiti politici: 

  KNEP
  Indipendente
Stato: 

  Primo ministro ad interim
| N. | Foto                                                  | Primo Ministro                                     | Carica           | Carica         | Partito politico | Governo                      | Assemblea (Elezioni) |
| N. | Foto                                                  | Primo Ministro                                     | Inizio           | Termine        | Partito politico | Governo                      | Assemblea (Elezioni) |
| -- | ----------------------------------------------------- | -------------------------------------------------- | ---------------- | -------------- | ---------------- | ---------------------------- | -------------------- |
| —  |                                                       | István Friedrich (1883-1951)                       | 7 agosto 1919    | 15 agosto 1919 | Indipendente     | Friedrich KNP/KNEP–OKGFP     | —                    |
| 28 | István Friedrich (1883-1951) Capo di Stato ad interim | 15 agosto 1919                                     | 24 novembre 1919 | KNP → KNEP     |                  | Friedrich KNP/KNEP–OKGFP     | —                    |
| 29 |                                                       | Károly Huszár (1882-1941) Capo di Stato ad interim | 24 novembre 1919 | 15 marzo 1920  | KNEP             | Huszár KNEP–OKGFP–MSZDP–NDPP | —                    |

## Regno d'Ungheria (1920–1946)
Partiti politici: 

  KNEP
  EP–NEP–MÉP
  Indipendente
Stato: 

  Primo ministro ad interim
| N.   | Foto            | Primo Ministro                       | Carica           | Carica                    | Partito politico | Governo                    | Assemblea (Elezioni) |
| N.   | Foto            | Primo Ministro                       | Inizio           | Termine                   | Partito politico | Governo                    | Assemblea (Elezioni) |
| ---- | --------------- | ------------------------------------ | ---------------- | ------------------------- | ---------------- | -------------------------- | -------------------- |
| 30   |                 | Sándor Simonyi-Semadam (1864-1946)   | 15 marzo 1920    | 19 luglio 1920            | KNEP             | Simonyi-Semadam KNEP–OKGFP | 17 (1920)            |
| 31   |                 | Pál Teleki (1879-1941)               | 19 luglio 1920   | 14 aprile 1921            | KNEP             | Teleki I KNEP–OKGFP        | 17 (1920)            |
| 32   |                 | István Bethlen (1874-1946)           | 14 aprile 1921   | 2 febbraio 1922           | KNEP             | Bethlen (KNEP–OKGFP)→EP    | 17 (1920)            |
| (32) | 2 febbraio 1922 | István Bethlen (1874-1946)           | 24 agosto 1931   | EP                        |                  | Bethlen (KNEP–OKGFP)→EP    | 17 (1920)            |
| (32) | 2 febbraio 1922 | István Bethlen (1874-1946)           | 24 agosto 1931   | EP                        | 18 (1922)        | Bethlen (KNEP–OKGFP)→EP    |                      |
| (32) | 2 febbraio 1922 | István Bethlen (1874-1946)           | 24 agosto 1931   | EP                        | 19 (1926)        | Bethlen (KNEP–OKGFP)→EP    |                      |
| (32) | 2 febbraio 1922 | István Bethlen (1874-1946)           | 24 agosto 1931   | EP                        | 20 (1931)        | Bethlen (KNEP–OKGFP)→EP    |                      |
| 33   |                 | Gyula Károlyi (1871-1947)            | 24 agosto 1931   | 1º ottobre 1932           | EP               | G. Károlyi EP–KGSZP        |                      |
| 34   |                 | Gyula Gömbös (1886-1936)             | 1º ottobre 1932  | 6 ottobre 1936 (Deceduto) | NEP              | Gömbös NEP                 |                      |
| 34   | 21 (1935)       | Gyula Gömbös (1886-1936)             | 1º ottobre 1932  | 6 ottobre 1936 (Deceduto) | NEP              | Gömbös NEP                 |                      |
| —    |                 | Kálmán Darányi (1886-1939)           | 6 ottobre 1936   | 12 ottobre 1936           | NEP              | Gömbös NEP                 |                      |
| 35   | 12 ottobre 1936 | Kálmán Darányi (1886-1939)           | 14 maggio 1938   | Darányi NEP               | NEP              |                            |                      |
| 36   |                 | Béla Imrédy (1891-1946)              | 14 maggio 1938   | 16 febbraio 1939          | NEP              | Imrédy NEP                 |                      |
| 37   |                 | Pál Teleki (1879-1941)               | 16 febbraio 1939 | 3 aprile 1941 (Deceduto)  | MÉP              | Teleki II MÉP              |                      |
| 37   | 22 (1939)       | Pál Teleki (1879-1941)               | 16 febbraio 1939 | 3 aprile 1941 (Deceduto)  | MÉP              | Teleki II MÉP              |                      |
| —    |                 | Ferenc Keresztes-Fischer (1881-1948) | 3 aprile 1941    | 3 aprile 1941             | MÉP              | Teleki II MÉP              |                      |
| 38   |                 | László Bárdossy (1890-1946)          | 3 aprile 1941    | 7 marzo 1942              | MÉP              | Bárdossy MÉP               |                      |
| —    |                 | Ferenc Keresztes-Fischer (1881-1948) | 7 marzo 1942     | 9 marzo 1942              | MÉP              | Bárdossy MÉP               |                      |
| 39   |                 | Miklós Kállay (1887-1967)            | 9 marzo 1942     | 22 marzo 1944 (Deposto)   | MÉP              | Kállay MÉP                 |                      |
| 40   |                 | Döme Sztójay (1883-1946)             | 22 marzo 1944    | 29 agosto 1944            | Indipendente     | Sztójay MÉP–MMP            |                      |
| 41   |                 | Géza Lakatos (1890–1967)             | 29 agosto 1944   | 16 October 1944 (Deposto) | Indipendente     | Lakatos MÉP                |                      |

### Governo di unità nazionale (1944-1945)
Partiti politici: 

  NYKP
| N. | Foto | Primo Ministro                           | Carica          | Carica        | Partito politico | Governo          | Assemblea (Elezioni) |
| N. | Foto | Primo Ministro                           | Inizio          | Termine       | Partito politico | Governo          | Assemblea (Elezioni) |
| -- | ---- | ---------------------------------------- | --------------- | ------------- | ---------------- | ---------------- | -------------------- |
| 42 |      | Ferenc Szálasi (1897-1946) Capo di Stato | 16 ottobre 1944 | 28 marzo 1945 | NYKP             | Szálasi NYKP–MMP | —                    |

### Governi provvisori sostenuti dai Soviet (1944-1946)
Partiti politici: 

  FKGP
  Indipendente
  MKP
Stato: 

  Primo ministro ad interim
| N. | Foto | Primo Ministro            | Carica           | Carica           | Partito politico | Governo                                              | Assemblea (Elezioni) |
| N. | Foto | Primo Ministro            | Inizio           | Termine          | Partito politico | Governo                                              | Assemblea (Elezioni) |
| -- | ---- | ------------------------- | ---------------- | ---------------- | ---------------- | ---------------------------------------------------- | -------------------- |
| 43 |      | Béla Miklós (1890-1948)   | 22 dicembre 1944 | 15 novembre 1945 | Indipendente     | Governo nazionale provvisorio FKGP–MKP–MSZDP–NPP–PDP | INGY (1944)          |
| 44 |      | Zoltán Tildy (1889-1961)  | 15 novembre 1945 | 1º febbraio 1946 | FKGP             | Tildy-kormány FKGP–MKP–MSZDP–NPP                     | 23 (1945)            |
| —  |      | Mátyás Rákosi (1892-1971) | 1º febbraio 1946 | 4 febbraio 1946  | MKP              | Tildy-kormány FKGP–MKP–MSZDP–NPP                     | 23 (1945)            |

## Repubblica Ungherese (1946-1949)
Partiti politici: 

  FKGP
  MKP-MDP
Stato: 

  Primo ministro ad interim
| N.   | Foto      | Primo Ministro            | Carica           | Carica           | Partito politico | Governo                    | Assemblea (Elezioni) |
| N.   | Foto      | Primo Ministro            | Inizio           | Termine          | Partito politico | Governo                    | Assemblea (Elezioni) |
| ---- | --------- | ------------------------- | ---------------- | ---------------- | ---------------- | -------------------------- | -------------------- |
| 45   |           | Ferenc Nagy (1903-1979)   | 4 febbraio 1946  | 31 maggio 1947   | FKGP             | F. Nagy FKGP–MKP–MSZDP–NPP | 23 (1945)            |
| —    |           | Mátyás Rákosi (1892-1971) | 31 maggio 1947   | 31 maggio 1947   | MKP              | F. Nagy FKGP–MKP–MSZDP–NPP | 23 (1945)            |
| 46   |           | Lajos Dinnyés (1901-1961) | 31 maggio 1947   | 10 dicembre 1948 | FKGP             | Dinnyés MKP–FKGP–MSZDP–NPP | 23 (1945)            |
| 46   | 24 (1947) | Lajos Dinnyés (1901-1961) | 31 maggio 1947   | 10 dicembre 1948 | FKGP             | Dinnyés MKP–FKGP–MSZDP–NPP |                      |
| 47   |           | István Dobi (1898-1968)   | 10 dicembre 1948 | 20 agosto 1949   | FKGP             | Dobi MDP–FKGP–NPP          |                      |
| (47) | MDP       | István Dobi (1898-1968)   | 10 dicembre 1948 | 20 agosto 1949   |                  | Dobi MDP–FKGP–NPP          |                      |

## Repubblica Popolare Ungherese (1949-1989)

### Presidente del Consiglio dei ministri
Partiti politici: 

  MDP–MSZMP
  MSZP
| N.   | Foto            | Primo Ministro             | Carica                    | Carica                          | Partito politico | Governo                   | Assemblea (Elezioni) |
| N.   | Foto            | Primo Ministro             | Inizio                    | Termine                         | Partito politico | Governo                   | Assemblea (Elezioni) |
| ---- | --------------- | -------------------------- | ------------------------- | ------------------------------- | ---------------- | ------------------------- | -------------------- |
| (48) |                 | István Dobi (1898-1968)    | 20 agosto 1949            | 14 agosto 1952                  | MDP              | Dobi MDP                  | 25 (1949)            |
| 49   |                 | Mátyás Rákosi (1892-1971)  | 14 agosto 1952            | 4 luglio 1953                   | MDP              | Rákosi MDP                | 25 (1949)            |
| 50   |                 | Imre Nagy (1896-1958)      | 4 luglio 1953             | 18 aprile 1955                  | MDP              | I. Nagy I MDP             | 26 (1953)            |
| 51   |                 | András Hegedüs (1922-1999) | 18 aprile 1955            | 24 ottobre 1956                 | MDP              | Hegedüs MDP               | 26 (1953)            |
| 52   |                 | Imre Nagy (1896-1958)      | 24 ottobre 1956           | 3 novembre 1956                 | MDP              | I. Nagy II MDP→MSZMP–FKGP | 26 (1953)            |
| 52   | MSZMP           | Imre Nagy (1896-1958)      | 24 ottobre 1956           | 3 novembre 1956                 |                  | I. Nagy II MDP→MSZMP–FKGP | 26 (1953)            |
| 53   | 3 novembre 1956 | Imre Nagy (1896-1958)      | 4 novembre 1956 (Deposto) | I. Nagy III MSZMP–FKGP–MSZDP–PP |                  |                           | 26 (1953)            |
| 54   |                 | János Kádár (1912-1989)    | 4 novembre 1956           | 28 gennaio 1958                 | MSZMP            | Kádár I MSZMP             | 26 (1953)            |
| 55   |                 | Ferenc Münnich (1886-1967) | 28 gennaio 1958           | 13 settembre 1961               | MSZMP            | Münnich MSZMP             | 27 (1958)            |
| 56   |                 | János Kádár (1912-1989)    | 13 settembre 1961         | 30 giugno 1965                  | MSZMP            | Kádár II MSZMP            | 27 (1958)            |
| 56   | 28 (1963)       | János Kádár (1912-1989)    | 13 settembre 1961         | 30 giugno 1965                  | MSZMP            | Kádár II MSZMP            |                      |
| 57   |                 | Gyula Kállai (1910-1996)   | 30 giugno 1965            | 14 aprile 1967                  | MSZMP            | Kállai MSZMP              |                      |
| 58   |                 | Jenő Fock (1916-2001)      | 14 aprile 1967            | 15 maggio 1975                  | MSZMP            | Fock MSZMP                | 29 (1967)            |
| 58   | 30 (1971)       | Jenő Fock (1916-2001)      | 14 aprile 1967            | 15 maggio 1975                  | MSZMP            | Fock MSZMP                |                      |
| 59   |                 | György Lázár (1924-2014)   | 15 maggio 1975            | 25 giugno 1987                  | MSZMP            | Lázár MSZMP               | 31 (1975)            |
| 59   | 32 (1980)       | György Lázár (1924-2014)   | 15 maggio 1975            | 25 giugno 1987                  | MSZMP            | Lázár MSZMP               |                      |
| 59   | 33 (1985)       | György Lázár (1924-2014)   | 15 maggio 1975            | 25 giugno 1987                  | MSZMP            | Lázár MSZMP               |                      |
| 60   |                 | Károly Grósz (1930-1996)   | 25 giugno 1987            | 24 novembre 1988                | MSZMP            | Grósz MSZMP               |                      |
| 61   |                 | Miklós Németh (1948-)      | 24 novembre 1988          | 7 ottobre 1989                  | MSZMP            | Németh MSZMP              |                      |
| (61) | 7 ottobre 1989  | Miklós Németh (1948-)      | 23 ottobre 1989           | MSZP                            |                  | Németh MSZMP              |                      |

## Repubblica di Ungheria (1989-2011) - Ungheria (dal 2012)
Partiti politici: 

  MSZP
  Fidesz
  MDF
  Indipendente
Stato: 

  Primo ministro ad interim
| N.   | Foto                 | Primo Ministro            | Carica                     | Carica                        | Partito politico | Governo                 | Assemblea (Elezioni) |
| N.   | Foto                 | Primo Ministro            | Inizio                     | Termine                       | Partito politico | Governo                 | Assemblea (Elezioni) |
| ---- | -------------------- | ------------------------- | -------------------------- | ----------------------------- | ---------------- | ----------------------- | -------------------- |
| —    |                      | Miklós Németh (1948-)     | 23 ottobre 1989            | 23 maggio 1990                | MSZP             | Németh MSZP             | —                    |
| 62   |                      | József Antall (1932-1993) | 23 maggio 1990             | 12 dicembre 1993 (Deceduto)   | MDF              | Antall MDF–FKGP–KDNP    | 34 (1990)            |
| —    |                      | Péter Boross (1928-)      | 12 dicembre 1993           | 21 dicembre 1993              | MDF              | Antall MDF–FKGP–KDNP    | 34 (1990)            |
| 63   | Péter Boross (1928-) | 21 dicembre 1993          | 15 luglio 1994             | Boross MDF–EKGP–KDNP          | MDF              |                         | 34 (1990)            |
| 64   |                      | Gyula Horn (1932-2013)    | 15 luglio 1994             | 6 luglio 1998                 | MSZP             | Horn MSZP–SZDSZ         | 35 (1994)            |
| 65   |                      | Viktor Orbán (1963-)      | 6 luglio 1998              | 27 maggio 2002                | Fidesz           | Orbán I Fidesz–FKGP–MDF | 36 (1998)            |
| 66   |                      | Péter Medgyessy (1942-)   | 27 maggio 2002             | 29 settembre 2004 (Dimessosi) | Indipendente     | Medgyessy MSZP–SZDSZ    | 37 (2002)            |
| 67   |                      | Ferenc Gyurcsány (1961-)  | 29 settembre 2004          | 9 giugno 2006                 | MSZP             | Gyurcsány I MSZP–SZDSZ  | 37 (2002)            |
| 67   | 9 giugno 2006        | Ferenc Gyurcsány (1961-)  | 14 aprile 2009 (Dimessosi) | Gyurcsány II MSZP–SZDSZ       | MSZP             | 38 (2006)               |                      |
| 68   |                      | Gordon Bajnai (1968-)     | 14 aprile 2009             | 29 maggio 2010                | Indipendente     | 38 (2006)               | Bajnai MSZP          |
| (65) |                      | Viktor Orbán (1963-)      | 29 maggio 2010             | 10 maggio 2014                | Fidesz           | Orbán II Fidesz–KDNP    | 39 (2010)            |
| (65) | 10 maggio 2014       | Viktor Orbán (1963-)      | 10 maggio 2018             | Orbán III Fidesz–KDNP         | Fidesz           | 40 (2014)               |                      |
| (65) | 10 maggio 2018       | Viktor Orbán (1963-)      | 24 maggio 2022             | Orbán IV Fidesz–KDNP          | Fidesz           | 41 (2018)               |                      |
| (65) | 24 maggio 2022       | Viktor Orbán (1963-)      | in carica                  | Orbán V Fidesz–KDNP           | Fidesz           | 42 (2022)               |                      |